# Лысанов, Иван Гаврилович
Иван Гаврилович Лысанов (23 апреля 1919 — 26 октября 2006) — лейтенант Советской Армии, участник Великой Отечественной войны, Герой Советского Союза (1943).

## Биография
Иван Лысанов родился 23 апреля 1919 года в деревне Старая Барановка (ныне — Новодеревеньковский район Орловской области). После окончания шести классов школы работал трактористом. В 1939 году Лысанов был призван на службу в Рабоче-крестьянскую Красную Армию. Участвовал в боях советско-финской войны. С июня 1941 года — на фронтах Великой Отечественной войны.
К сентябрю 1943 года младший сержант Иван Лысанов командовал отделением разведвзвода 288-го стрелкового полка 181-й стрелковой дивизии 13-й армии Центрального фронта. Отличился во время битвы за Днепр. 22 сентября 1943 года Лысанов скрытно переправился через Днепр в районе села Мнёв Черниговского района Черниговской области Украинской ССР и провёл разведку береговой линии и огневых рубежей противника на западном берегу, после чего успешно переправил передовой отряд. 26 сентября 1943 года он первым в своём подразделении ворвался в деревню Берёзки Брагинского района Гомельской области Белорусской ССР и принял активное участие в её освобождении.
Указом Президиума Верховного Совета СССР от 16 октября 1943 года за «образцовое выполнение боевых заданий командования на фронте борьбы с немецкими захватчиками и проявленные при этом мужество и героизм» младший сержант Иван Лысанов был удостоен высокого звания Героя Советского Союза с вручением ордена Ленина и медали «Золотая Звезда».
Был также награждён двумя орденами Отечественной войны 1-й степени, орденами Отечественной войны 2-й степени и Красной Звезды, рядом медалей.
В 1945 году Лысанов окончил курсы младших лейтенантов. В марте 1946 года в звании лейтенанта он был уволен в запас.
В последние годы жизни жил в городе Славянске-на-Кубани, до выхода на пенсию работал в совхозе.